# 跟蹤
全稱跟隨蹤跡，即是在目標的背後暗中緊貼和監視。各国、各地区法律对跟踪行为有不同处理。通常仅允许司法人员对相关人员进行合法的跟踪。譬如警察跟蹤疑犯，等待時機成熟時將其拘捕。香港警務處的刑事情報科设有跟蹤組。

## 非法的跟踪
現代，部份媒體則派出狗仔隊跟蹤名人，偷拍及報道名人的私生活及揭露其私隱等。名人亦需要面对私生饭的跟踪、骚扰。个人面对跟踪、骚扰的境遇因各国司法和社会文化的差异而不同。有认为，法律对跟踪犯处罚过轻，是造成女性被跟踪者最终被杀害的主要原因。有台湾作者指出对女性而言被跟踪、被骚扰具有高致命性，而社会文化对跟踪、骚扰又缺乏敏感度，同时司法对此类行为无法有效制止。
在中国大陆，由于司法缺失，包括名人在内，个人面对跟踪、骚扰时，几乎无力反击，长期陷于困境。而此类行为在异性间甚至被社会文化所纵容，美化成求愛。2018年7月发生的河北涞源反杀案中，长期受到跟踪、骚扰的女性及其家庭多次救助警方无果。直到对方持械闯入家中，被其父母“反杀”，方才结束。
2021年11月19日，台灣的立法院三讀通過「跟蹤騷擾防制法」，明定罰責，最重可處有期徒刑五年。